# Limnofila
Limnofila (Limnophila) – rodzaj roślin należący w zależności od ujęcia taksonomicznego do rodziny trędownikowatych lub babkowatych. Należy do niego kilkanaście gatunków. Rośliny błotne lub wodne. Gatunkiem typowym jest Limnophila gratioloides R. Br.

## Systematyka
Synonimy
Ambulia Lam., Bonnayodes Blatt. & Hallb.
Pozycja systematyczna według APweb (aktualizowany system APG III z 2009)
Należy do plemienia Gratioleae, rodziny babkowatych (Plantaginaceae) Juss., która jest jednym z kladów w obrębie rzędu jasnotowców (Lamiales) Bromhead z grupy astrowych spośród roślin okrytonasiennych.
Pozycja w systemie Reveala (1993-1999)
Gromada okrytonasienne (Magnoliophyta Cronquist), podgromada Magnoliophytina Frohne & U. Jensen ex Reveal, klasa Rosopsida Batsch, podklasa jasnotowe (Lamiidae Takht. ex Reveal), nadrząd Lamianae Takhtajan, rząd jasnotowce (Lamiales Bromhead), podrząd Lamiineae Bessey in C.K. Adams, rodzina trędownikowate (Scrophulariaceae  Juss.), rodzaj limnofila (Limnophila R.Br.).
Gatunki
- Limnophila bangweolensis (R.E. Fr.) Verdc.
- Limnophila barteri Skan
- Limnophila borealis Y.Z. Zhao & Ma f.
- Limnophila ceratophylloides (Hiern) Skan
- Limnophila chinensis (Osbeck) Merr.
- Limnophila connata (Buch.-Ham. ex D. Don) Hand.-Mazz.
- Limnophila dasyantha (Engl. & Gilg) Skan
- Limnophila erecta Benth.
- Limnophila fragrans Seem.
- Limnophila heterophylla (Roxb.) Benth.
- Limnophila indica (L.) Druce – limnofila indyjska
- Limnophila repens (Benth.) Benth.
- Limnophila rugosa (Roth) Merr.
- Limnophila sessiliflora (Vahl) Blume – limnofila bezszypułkowa
- Limnophila tenera (Hiern) Skan